# Jan Chen Xianheng
Św. Jan Chen Xianheng (chiń. trad. 若望陳顯恒; pinyin Ruòwàng Chén Xiǎnhéng; Wade-Giles Jo-wang Ch'ên Hsien-hêng) (ur. 1820 w Chengdu w Chinach, zm. 18 lutego 1862 w Kaiyang, prowincja Kuejczou) – święty Kościoła katolickiego, katechista, męczennik.

## Życiorys
Chen Xianheng urodził się w Chengdu, prowincja Syczuan. Jego rodzice wcześnie umarli, przez co żył w biedzie i musiał ciężko pracować na życie. Miał siostrę, która poślubiła urzędnika feudalnego, z którym miała córkę. Przeniósł on rodzinę do Guiyang, ale wkrótce zmarł pozostawiając żonę i dziecko bez środków do życia. Nie chciała ponownie wyjść za mąż. Jan Chen miał ok. 30 lat, gdy udał się do Guiyang i otworzył mały sklep, żeby zarobić na życie. Poznał tam kilku katolików, których przykład spowodował jego nawrócenie. Ojciec Simon Mei chciał żeby został pomocnikiem brata Łucji Yi Zhenmei w jego klinice. W tym czasie Jan Chen uczył się pediatrii i kopiował medyczne książki. Później został wysłany na wieś, żeby opiekować się chorymi dziećmi. Po powrocie biskup Hu wysłał go do pomocy ojcu Wen Nai’er (Jan Neel).
Po rozpoczęciu prześladowań został uwięziony, nie udało się skłonić go do wyrzeczenia wiary. 18 lutego został ścięty. Kilku odważnych wierzących zabrało ich ciała, żeby je pochować w seminarium w Liuchongguan. Ich głowy zostały powieszone na bramie miasta, jako ostrzeżenie dla chętnych do wyznawania chrześcijaństwa. W nocy kilku katolików zdjęło je w tajemnicy i pochowało w starym grobowcu biskupa Pai.

## Dzień wspomnienia
9 lipca w grupie 120 męczenników chińskich.

## Proces beatyfikacyjny i kanonizacyjny
Razem z Janem Neel, Łucją Yi Zhenmei, Marcinem Wu Xuesheng i Janem Zhang Tianshen należy do grupy męczenników z Kuejczou. Zostali oni beatyfikowani 2 maja 1909 r. przez Piusa X. Kanonizowani w grupie 120 męczenników chińskich 1 października 2000 r. przez Jana Pawła II.